# MacKeeper
MacKeeper ist ein Dienstprogramm für Computer mit dem macOS-Betriebssystem. Ursprünglich von der ukrainischen Firma ZeoBIT entwickelt, wurde die Software später von der Firma Kromtech übernommen und 2019 von der Firma Clario Tech aufgekauft. Von IT-Magazinen wird u. a. die aggressive Vermarktung der kostenpflichtigen Vollversion kritisiert, sowie die Funktionsweise des Programms in Zweifel gezogen.

## Geschichte

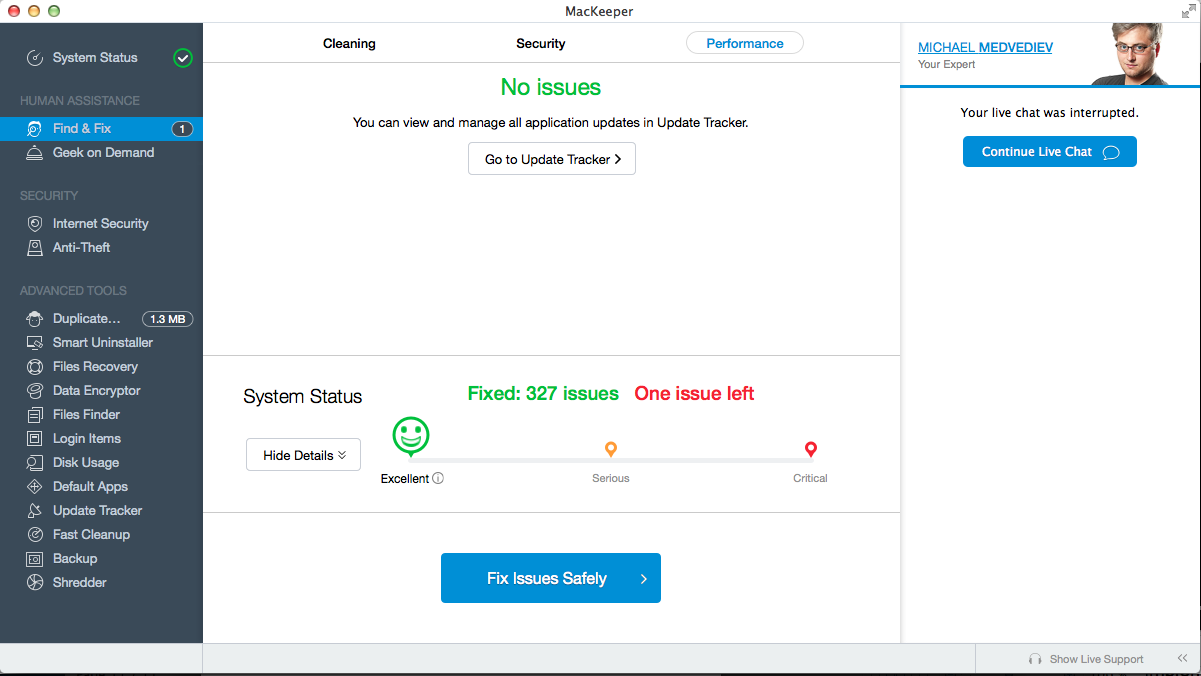
Benutzeroberfläche von MacKeeper, Version 3.1.1

MacKeeper wurde 2009 von der ukrainischen Firma ZeoBIT entwickelt. Die erste Beta-Version wurde am 13. März 2010 veröffentlicht und ist für den Betrieb auf Computern mit Mac OS ausgelegt. Die erste vollständige Version erschien im Oktober 2010. Version 2.0 wurde im Rahmen der Macworld – iWorld im Februar 2012 vorgestellt. Zum Ende des ersten Quartals 2013 wurde MacKeeper von der Firma Kromtech aufgekauft und die Entwicklung von ihr fortgeführt.
Version 3 wurde im Herbst 2014 angekündigt. Im Gegensatz zu den vorherigen Versionen wurde das Programm als Software as a Service mit Abomodell angeboten, wobei die älteren Versionen hiervon nicht betroffen sind.
2015 machte der Sicherheitsexperte Chris Vickery auf eine Sicherheitslücke in den MongoDB-Datenbanken von Kromtech aufmerksam, nachdem er mithilfe der Suchmaschine Shodan zufällig auf diese gestoßen war. Die 13 Millionen Datensätze bestanden aus den Namen der Kunden, deren IP-Adressen, bestellten Produkten und mittels MD5 gehashten Passwörtern. Zahlungsinformationen waren nicht betroffen. Die Lücke wurde innerhalb weniger Stunden geschlossen.
Im Dezember 2019 wurde MacKeeper von der britischen Firma Clario Tech übernommen. Die von Clario veröffentlichte Version 5 erschien im November 2020.

## Eigenschaften
Laut des Herstellers verfügt MacKeeper über verschiedene Analyse- und Wartungswerkzeuge, wie etwa ein Tool zum Bereinigen des Datenträgers, ein Antivirenprogramm und Funktionen, um die Geschwindigkeit des Computers zu erhöhen. Weiterhin werden Funktionen angeboten, um Software zu deinstallieren, mittels Virtual Private Network im Internet zu surfen und Werbung im Internet zu unterdrücken.
In Version 5 wurde das „Find-&-Fix“-Tool überarbeitet, weiterhin enthält das Programm die Möglichkeit, überflüssige Logdateien und Duplikate aufzuspüren. Ebenfalls existiert eine Funktion, die sämtliche installierte Programme auf dem aktuellen Stand halten soll. Seit der aktuellen Version findet eine Echtzeitüberwachung auf Viren und Malware statt.

## Rezeption
Die Versionen 1.0 und 2.0 erhielten gemischte Kritiken. Macworld gab MacKeeper beispielsweise im August 2010 3,5 von 5 Sternen und befand, dass es sich um ein preisgünstiges Toolset handele. MacLife bewertete das Programm mit 2,5 von 5 Punkten und sagte, es sei hauptsächlich nützlich, um Speicherplatz freizugeben, aber nicht zur Bekämpfung von Malware geeignet. Laut AV-Comparatives besitze MacKeeper eine ausgezeichnete Fähigkeit macbasierte Malware zu erkennen. Sie stellten fest, dass das Programm ideal für Computerkenner sei, welche eine Vorstellung von Sicherheitsproblemen hätten, jedoch für unerfahrene Benutzer weniger geeignet sei.
Das deutsche Magazin Mac Life schrieb nach der Übernahme durch Kromtech, dass der Virenschutz effektiv sei, aber merkte auch an, dass nur ein Teil der im Programm enthaltenen Tools für erfahrene Anwender „ein echter Mehrwert“ sei. Die aufdringliche Internetwerbung könne die Nerven strapazieren, aber habe mit der Funktion des Programms nichts zu tun. Das Internetportal Apfelwerk kritisierte MacKeeper für die aggressive Internetwerbung, welche „die Nerven strapazieren“ oder „die Anwender verunsichern“ könne. In seinem Fazit schreibt Thomas Kemmer: „MacKeeper versetzt die Anwender in Angst und Schrecken, um sie zum Kauf der kostenpflichtigen Version zu bewegen“. Dem Urteil von Mac Life könne man sich nicht anschließen.
Die Rezensionen der Version 3.0 waren überwiegend negativ. Im Dezember 2015 schlugen Business Insider und iMore Benutzern vor, das Produkt zu meiden und nicht zu installieren. Top Ten Reviews hat MacKeeper aus seiner Top-10-Rangliste entfernt. MacEinsteiger testete Version 3.0 direkt nach einer frischen Installation von MacOS 10.10.3, welche den Systemstatus als „schwerwiegend“ bewertete. Das Magazin ordnete MacKeeper in die Kategorie der Scareware ein und riet von einer Installation ab. GIGA schreibt, MacKeeper sei keine klassische Scareware, aber arbeite mit ähnlichen Mitteln. Im Gegensatz zu schädlichen Programmen biete MacKeeper „tatsächlich einige kostenlose Funktionen zur Reinigung des Systems“.
Das deutsche Institut AV-Test gab MacKeeper 5.0 im Dezember 2020 6 von 6 Punkten. In einem Test von AV-Comparatives im Juli 2021 bestand MacKeeper als einziges der getestesten Programme den Test nicht. 
MacKeeper wurde dafür kritisiert, dass es sehr schwer zu deinstallieren sei. Verschiedene Internetmagazine haben Anleitungen zum Löschen der Software veröffentlicht. Malwarebytes kritisierte Apple im Winter 2020 dafür, dass es unter anderem MacKeeper Berechtigungen für die sogenannte Endpoint-Security-API einräumt, welche verhindert, dass jene Programme von Malware kompromittiert werden, womit aber MacKeeper und ähnliche Programme ebenfalls nicht mehr als potentiell unerwünschte Programme erkannt werden können. Der Prozess zur Vergabe dieser Rechte wurde bereits vorher als „sehr langsam und undurchsichtig“ kritisiert.